# Призив към Великия Дух
Призив към Великия Дух е конна статуя от 1909 г., дело на американския скулптор Сайръс Далин, намираща се в Музея за изящни изкуства в Бостън, Масачузетс.

## История
Сайръс Далин е родом от Юта и прекарва голяма част от младостта си, играейки с деца на индианци, уникално знание, което той включва в ранните си глинени фигури. След като се премества в Бостън през 1880 г. и учи в Париж, Далин развива темата за индианците в работата си. Един от най-големите му успехи е конната статуя „Сигнал на мира“, показана на широката публика в Парижкия салон през 1890 г. Наред с това Далин често изразява съчувствие към индианците в личната си кореспонденция и отвращение от жестокото отношение към тях от страна на белите пионери и правителството на САЩ.
Модел за статуята е италианецът Антонио Корси, който е позирал и за великите художници и скулптори на епохата. Статуята е изваяна от Далин в неговото студио в Бостън от 1907 до 1908 г. Гипсова версия е показана с голямо признание на изложбата на Националното дружество на скулпторите в Балтимор през 1908 г. През 1909 г. скулптурата е отлята в Париж и печели златен медал на Парижкия салон. На 23 януари 1912 г. статуята е инсталирана пред главния вход на Музея за изящни изкуства в Бостън, Масачузетс, който закупува творбата.
Скулптурата изобразява благороден воин от племето юти, седнал на кон, който след неуспешен опит за мирно съвместно съществуване и поражение в битка поглежда към небето и вдига ръце в молитва към Великия Дух, за да спаси народа си и начина им на живот от изчезване. Според самия Далин това изобразява момента, в който вождът отправя своя „последен апел към Великия Дух за мир с белия човек“, след като „сигналите му за мир... са били отхвърлени“. Тази статуя е четвъртата и последна от поредица конни скулптури, върху които Далин работи между 1890 и 1909 г., която той нарича „Индиански епос“.

## Художествено влияние
Около 1922 г. са отлети девет 40-инчови бронзови копия на статуята, едно от които се съхранява в главната библиотека на колежа „Дартмут“. Реплика на скулптурата в пълен размер се намира в Мънси, Индиана, и се смята от много жители за символ на града. Копия със същия размер се намират в музея „Сайръс Далин“ в Арлингтън, Масачузетс, и в музея „Рокуел“ в Корнинг, Ню Йорк. Макетът, от който е отлята скулптурата, се намира във фоайето на Централната гимназия в Тълса, Оклахома.
Умалени копия на скулптурата се намират в Залата за дипломатически приеми на централата на Държавния департамент на САЩ – сградата „Хари С. Труман“, Овалния кабинет на Белия дом, Вашингтон. Статуетката е поставена там по времето на президента на САЩ Бил Клинтън.